# 1905 w polityce
Wydarzenia polityczne w 1905 roku.

## Styczeń
- 22 stycznia – krwawa niedziela w Petersburgu zapoczątkowała rewolucję 1905. Wojsko na rozkaz cara otworzyło ogień do demonstrantów[1].

## Luty
- 5 lutego – urodził się Władysław Gomułka[2].
- 17 lutego – Iwan Kalajew dokonał w Moskwie zamachu bombowego na gubernatora Moskwy, wielkiego księcia Sergiusza Aleksandrowicza Romanowa[1].
- 27 lutego – w Królestwie Polskim wprowadzono stan wyjątkowy[1].

## Kwiecień
- 5 kwietnia – nowym generałem-gubernatorem Warszawy został Konstanty Maksymowicz[1].

## Czerwiec
- 7 czerwca – parlament norweski ogłosił rozwiązanie unii ze Szwecją[1].
- 27 czerwca – doszło do buntu załogi na pancerniku rosyjskiej floty czarnomorskiej Potiomkin[1].

## Sierpień
- 13 sierpnia – w Norwegii odbyło się referendum na temat zerwanie unii ze Szwecją. 80% Norwegów opowiedziało się za rozwiązaniem umowy. Norwegia stała się niepodległym państwem[1].
- Nowym generałem-gubernatorem Warszawy został Gieorgij Skalon[1].

## Wrzesień
- 5 września – wskutek mediacji prezydenta USA Theodora Roosevelta Japonia i Rosja zawarły w Portsmouth pokój[1].

## Październik
- 30 października – w Petersburgu Mikołaj II Romanow ogłosił tzw. manifest październikowy, w którym zapowiedział demokratyzację Rosji, zwołanie pierwszego w historii Rosji parlamentu – Dumy[1].

## Grudzień
- 10 grudnia – Pokojową Nagrodę Nobla otrzymała Bertha von Suttner[1].